# Towarzystwo Ochrony Zdrowia Ludności Żydowskiej w Polsce

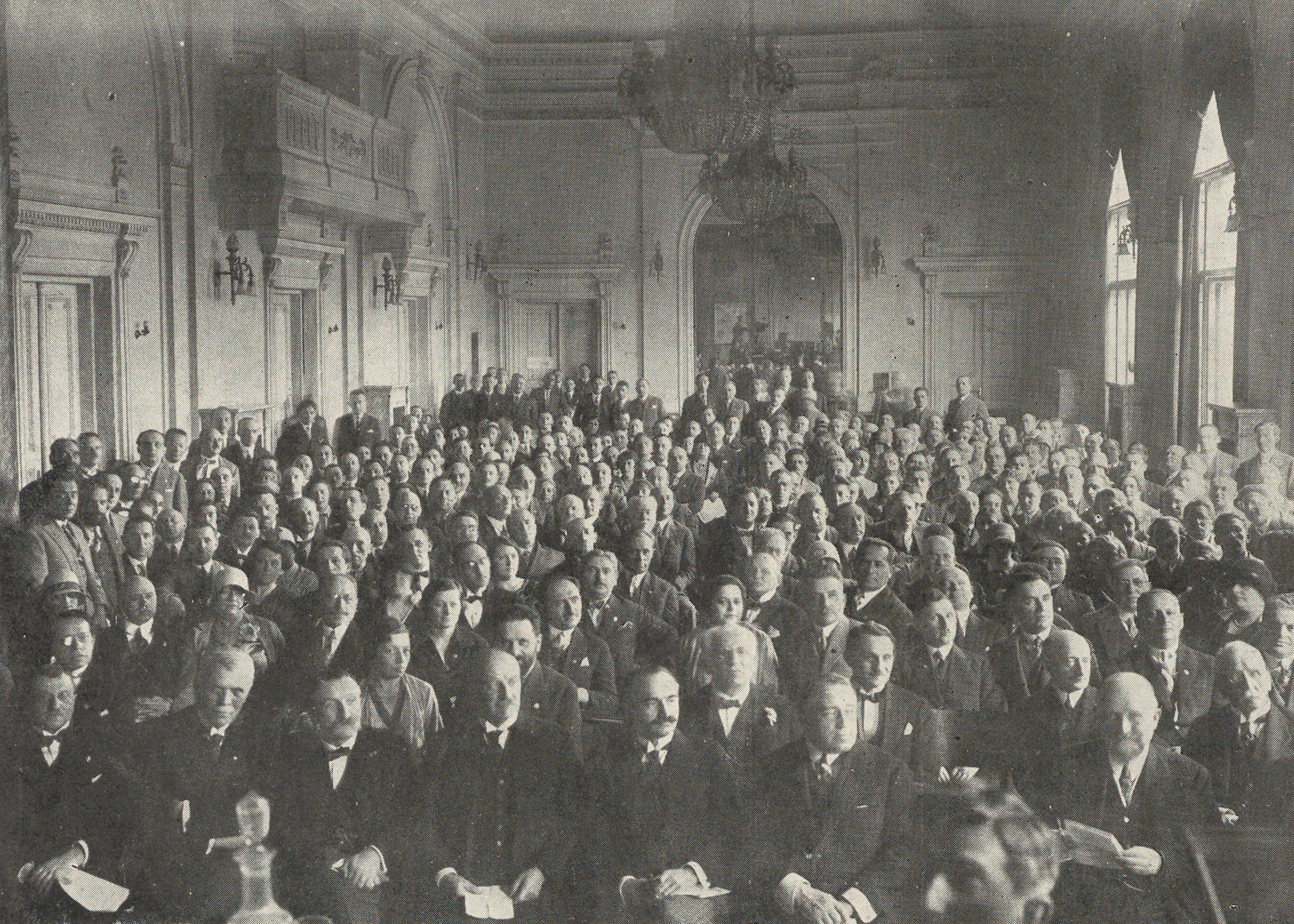
Otwarcie pierwszego zjazdu krajowego TOZ w Warszawie, 24 czerwca 1928

Towarzystwo Ochrony Zdrowia Ludności Żydowskiej w Polsce (TOZ, jidisz: Gezełszaft cu Baszicn dos Gezunt baj Jidn) – żydowska organizacja społeczna działająca w latach 1921–1942 i 1946–1950 na rzecz zdrowia ludności żydowskiej w Polsce.

## Historia
Towarzystwo powstało w 1921 roku, po ogłoszeniu autonomii polskiego oddziału założonej w Petersburgu organizacji Obszczestwo Zdrawoochranienija Jewrejew (dziś znanej pod nazwą Oeuvre de Secours aux Enfants). Na czele TOZ stanął Gerszon Lewin, a prezesem honorowym został Samuel Goldflam. Organizacja miała na celu prewencję chorób poprzez propagowanie higieny, zajmowała się opieką nad dziećmi i publiczną opieką medyczną. TOZ utrzymywał się ze składek i – początkowo – ze wsparcia polskich organów samorządowych, jednak z czasem musiał w pełni polegać na filantropii, wsparciu gmin żydowskich i American Jewish Joint Distribution Committee (Joint). W 1923 roku organizacja zaczęła działać w całej Polsce, wcześniej działalnością obejmując jedynie kilka regionów. Zakładano kliniki i domy rekonwalescencyjne, by uniknąć rozprzestrzeniania się chorób oczu, skóry i gruźlicy, prowadzono dożywianie dzieci w szkołach i szczepiono je przeciwko chorobom zakaźnym. Działania TOZ przyczyniły się m.in. do ograniczenia umieralności niemowląt, która w Warszawie spadła poniżej współczynnika umieralności niemowląt nieżydowskich.  W ramach popularyzacji wiedzy medycznej organizacja wydawała broszury i szereg czasopism: miesięcznik „Fołks-Gezund” („Zdrowie Ludu”, 1923–1937), magazyn dla młodzieży „Dos Gezund” („Zdrowie”), czasopismo „Medycyna Społeczna – Socjałe Medicin” (1932–1936) i „Wiadomości TOZ'u – TOZ Jedies” (1929–1931). W 1939 roku istniało przeszło 300 instytucji medycznych i sanitarnych TOZ, w których pracowało łącznie około tysiąc osób. Oprócz tego, TOZ wspierał także żydowskie szpitale.
Po wybuchu II wojny światowej TOZ próbował kontynuować swą działalność przy wsparciu Jointu, jednak w 1942 roku organizacja została zlikwidowana przez władze niemieckie. Jesienią 1946 roku wznowiono TOZ, tym razem w ramach struktur Centralnego Komitetu Żydów Polskich (CKŻP). Organizacja otworzyła placówki w 56 miejscowościach. Prowadziła sanatoria i żłobki oraz opiekę medyczną, łaźnie i dezynfektory w tymczasowych punktach dla repatriantów ze Wschodu oraz nadzorowała sytuację zdrowotną w szkołach i domach dziecka CKŻP. W 1950 roku organizację ponownie zlikwidowano.